# 吳權 (洪武進士)
吳權，字巽行，江西南昌府進賢縣人，明朝政治人物、進士出身。

## 生平
洪武四年，會試二十二名，登進士三甲，授順德府南和縣縣丞。